# Høgoyggj
Høgoyggj är det högsta berget på Stóra Dímun på Färöarna. Det är det 250:e högsta berget på ögruppen.